# Franciszek Rąb
Franciszek Rąb (ur. 25 sierpnia 1888 w Krasnem, zm. 25 kwietnia 1943 w Oranienburgu) – polski prawnik i polityk, poseł na Sejm I kadencji w II RP z ramienia Związku Ludowo-Narodowego.

## Życiorys
Syn Andrzeja i Tekli z d. Kozioł-Rutkowskiej. Ukończył studia na Wydziale Prawa UJ, uzyskując doktorat. Jako ochotnik brał udział w wojnie polsko-ukraińskiej i polsko-bolszewickiej. Po studiach zamieszkał w Łodzi i do 1924 pracował w szkolnictwie (w latach 1919–1921 był zastępcą inspektora szkolnego w Łodzi i inspektorem w Rawie Mazowieckiej, a w latach 1921–1924 wizytatorem szkolnym).
W latach 1924–1928 pracował jako aplikant w Sądzie Apelacyjnym w Warszawie. Działacz TSL, zakładał kółka rolnicze. W latach 1922–1927 był posłem z listy Chrześcijańskiego Związku Jedności Narodowej w okręgu nr 14 (Łódź powiat, Łask, Sieradz). Działacz Związku Ludowo-Narodowego (przez cztery lata wiceprezes Rady Wojewódzkiej w Łodzi) i Stronnictwa Narodowego. W 1934 przeniósł się do Rzeszowa. Rozpoczął aplikanturę adwokacką w kancelarii dr. Zygmunta Tałasiewicza, zdając w 1937 egzamin adwokacki. Przez następne dwa lata prowadził kancelarię wspólnie z dr. Tałasiewiczem. Do wybuchu wojny wiceprezes Zarządu Okręgu SN w Rzeszowie. Prezes Akcji Katolickiej w Rzeszowie, w latach 1936–1937 wiceprezes rady nadzorczej Składnicy Kółek Rolniczych w tym mieście. W maju 1939 wybrany do rady miasta Rzeszowa. Aresztowany przez gestapo 18 maja 1940 i ponownie 15 maja 1941, został wywieziony do niemieckiego obozu koncentracyjnego Sachsenhausen (KL), gdzie zmarł 25 kwietnia 1943.